# 愛媛県道311号伊延永長線
愛媛県道311号伊延永長線（えひめけんどう311ごう いのべながおさせん）は、愛媛県西予市を通る一般県道である。

## 概要
西予市宇和町伊延から西予市宇和町永長に至る。
2002年（平成14年）8月30日、笠置バイパスの旧道の県道指定解除に伴い、愛媛県道25号八幡浜宇和線の指定から外れ、愛媛県道25号八幡浜宇和線交点 - 愛媛県道30号宇和三瓶線交点までの区間が本路線に降格した。

### 路線データ
- 起点：西予市宇和町伊延（愛媛県道262号伊延東多田線起点）
- 終点：西予市宇和町永長（愛媛県道30号宇和三瓶線交点）
- 総延長：6.6 km[注釈 1][1]

## 歴史
- 1973年（昭和48年）3月31日 - 愛媛県告示第348号により路線認定[2]。
- 2002年（平成14年）8月30日 - 愛媛県告示第1,494号により笠置バイパスの旧道のうち、東宇和郡宇和町内（当時）の3,721 mが愛媛県道25号八幡浜宇和線の道路区域から除外され、愛媛県道25号八幡浜宇和線交点 - 愛媛県道30号宇和三瓶線交点までの区間が本路線に降格[3]。

## 地理

### 通過する自治体
- 愛媛県
  - 西予市

### 交差する道路
| 交差する道路              | 交差する場所 | 交差する場所 |
| ------------------------- | ------------ | ------------ |
| 愛媛県道262号伊延東多田線 | 宇和町伊延   | 起点         |
| 愛媛県道25号八幡浜宇和線  | 宇和町永長   |              |
| 愛媛県道30号宇和三瓶線    | 宇和町永長   | 終点         |

### 交差する鉄道
- 予讃線

### 沿線
- 市立西予市民病院
- 愛媛県立宇和特別支援学校宇和養校舎（終点付近）